# تشوس ماتيو
تشوس ألفونسو ماتيو دييز (من مواليد 23 يناير 1969) هو مدرب كرة سلة إسباني محترف. وهو المدرب السابق لنادي ريال مدريد في الدوري الإسباني والدوري الأوروبي.

## مهنة التدريب
أمضى ماتيو معظم حياته المهنية كمدرب مساعد. بدأ التدريب في فرق كرة السلة للشباب في كلية أوغسطينوس بمدريد وريال مدريد، حيث عمل من عام 1991 إلى عام 1995. بين عامي 1993و1997، كان مساعدًا لمدرب منتخب إسبانيا تحت 16 سنة.
في 27 يونيو 2006، تم تعيين ماتيو من قبل نادي باسكت سرقسطة، ليصبح مدربًا رئيسيًا لأول مرة في مسيرته. في عام 2012، سافر ماتيو إلى الخارج، ووقع عقدًا مع نادي شانشي بريف دراجونز التابع لاتحاد كرة السلة الصيني.
في عام 2014، أصبح مساعدًا لبابلو لاسو في ريال مدريد. فضلاً عن الفوز بالعديد من الألقاب كبديل للمدرب لاسو، قاد ماتيو ريال مدريد أيضًا إلى الانتصارات كمدرب مؤقت. تحت قيادته، في 23 ديسمبر 2021، فاز فريق ريال مدريد المنهك للغاية بسبب فيروس كورونا على فريق سيسكا موسكو المرشح بقوة. كما قاد ماتيو ريال مدريد إلى الفوز بنتيجة 3-1 في سلسلة نهائيات دوري أبطال أوروبا 2022 ضد برشلونة ليحقق لقب الدوري السادس والثلاثين وهو رقم قياسي للوس بلانكوس.
في 5 يوليو 2022، تمت ترقية ماتيو إلى منصب المدرب الرئيسي الدائم بعد أن انفصل ريال مدريد عن لاسو. في 21 مايو 2023، في أول موسم كامل له كمدرب رئيسي، قاد ماتيو ريال مدريد إلى بطولة اليوروليغ الحادية عشرة على الرغم من غياب العديد من اللاعبين الأساسيين بسبب الإصابات والإيقافات. في 12 مايو 2024، تم تسمية ماتيو مدرب العام في اليوروليغ بعد أن قاد ريال مدريد إلى المركز الأول في الموسم العادي لليوروليغ 2023–24. كما قاد ريال مدريد إلى الفوز 3-0 في سلسلة نهائيات دوري الدرجة الأولى الإسباني 2024 ضد UCAM مورسيا، واستعادة لقب الدوري الإسباني للوس بلانكوس بعد عام من التوقف.

## حياته الشخصية
لدى ماتيو أكاديمية كرة سلة خاصة به تحمل اسمه.